# Daniel Roberts
Pour les articles homonymes, voir Roberts.
Daniel Roberts (né le 13 avril 1998 à Hampton) est un athlète américain, spécialiste du 110 mètres haies, vice-champion olympique en 2024.

## Biographie
Étudiant à l'Université du Kentucky, Daniel Roberts se classe deuxième des championnats NCAA en salle 2019, sur 60 m haies, et deuxième des championnats en plein air à Austin, où il porte son record personnel sur 110 m haies à 13 s 00 (+ 0,8 m/s). Le 5 juillet, lors du meeting Athletissima de Lausanne, sa première compétition hors des États-Unis, il se classe deuxième de la course en 13 s 11, devancé par l'Espagnol Orlando Ortega. 

### Médaille de bronze planétaire (2023)
À l'occasion des Mondiaux de Budapest en 2023, l'Américain décroche la médaille de bronze en 13 s 09, derrière le Jamaïcain Hansle Parchment et son compatriote Grant Holloway.
En 2024, il se qualifie pour les Jeux olympiques avec sa 3e place aux Sélections olympiques américaines en 12 s 96, derrière Grant Holloway et Freddie Crittenden.
Aux Jeux, il obtient la médaille d'argent, battu par Holloway et devançant à la photo-finish le Jamaïcain Rasheed Broadbell.

## Palmarès
| Date | Compétition           | Lieu     | Résultat | Temps   |
| ---- | --------------------- | -------- | -------- | ------- |
| 2023 | Championnats du monde | Budapest | 3e       | 13 s 09 |
| 2023 | Ligue de diamant      | Eugene   | 3e       | 13 s 07 |
| 2024 | Jeux olympiques       | Paris    | 2e       | 13 s 09 |

### National
- Championnats des États-Unis d'athlétisme :
  - 110 m haies : vainqueur en 2019, 2022 et 2023

## Records
| Épreuve     | Temps   | Lieu   | Date            |
| ----------- | ------- | ------ | --------------- |
| 110 m haies | 12 s 96 | Eugene | 28 juin 2024    |
| 60 m haies  | 7 s 39  | Madrid | 22 février 2023 |